# Acanthonema diandrum
Acanthonema diandrum là một loài thực vật có hoa trong họ Tai voi. Loài này được (Engl.) B.L.Burtt mô tả khoa học đầu tiên năm 1981.